# Плесецк (посёлок городского типа)
Плесе́цк — посёлок городского типа в России, административный центр Плесецкого района Архангельской области.

## История
Населённый пункт впервые упоминается в 1894 году.
В 1897 году была сооружена станция Плесецкая Наволоцкой волости Онежского уезда Архангельской губернии на узкоколейной железной дороге Вологда — Архангельск и была включена в реестр железных дорог Российской империи.
В 1924 году была образована Плесецкая волость с центром в селе Наволок. 4 октября 1926 года образована Плесецкая укрупнённая волость (перешедшая в Архангельский уезд) с центром в посёлке при станции Плесецкая.
9 июля 1929 года в ходе административной реформы на территории Плесецкой волости с присоединением посёлка Самодед был образован Плесецкий район Архангельского округа Северного края. Постановлением ВЦИК от 2 марта 1932 года селение Плесецкое было отнесено к категории рабочих поселков с присвоением ему наименования Плесецк.
В 1963—1965 годах являлся центром двух районов: Плесецкого промышленного и Плесецкого сельского.
С 2006 года является также центром Плесецкого городского поселения.

## Население
| 1932    | 1959    | 1970    | 1979    | 1989    | 2002    | 2009    | 2010    | 2011    |
| ------- | ------- | ------- | ------- | ------- | ------- | ------- | ------- | ------- |
| 4725    | ↗13 316 | ↗13 330 | ↘13 267 | ↗14 027 | ↘11 300 | ↘10 053 | ↗11 037 | ↘11 020 |
| 2012    | 2013    | 2014    | 2015    | 2016    | 2017    | 2018    | 2019    | 2020    |
| ↘10 849 | ↘10 686 | ↘10 486 | ↘10 421 | ↘10 289 | ↘10 231 | ↘10 164 | ↘10 041 | ↘9789   |
| 2021    | 2023    |         |         |         |         |         |         |         |
| ↘9097   | ↘8804   |         |         |         |         |         |         |         |

К началу XX века на станции Плесецкая проживало 85 человек. Через десять лет число жителей почти достигло трёхсот человек. 1932 год — 4725 жителей. За годы Великой Отечественной войны население посёлка сократилось на четверть. В середине 1950-х годов в Плесецке проживало уже 12 тысяч жителей.

## Климат
- Среднегодовая температура воздуха — 1,5 °C
- Относительная влажность воздуха — 76,0 %
- Средняя скорость ветра — 3,0 м/с

| Показатель                            | Янв.  | Фев.  | Март | Апр. | Май | Июнь | Июль | Авг. | Сен. | Окт. | Нояб. | Дек.  | Год |
| ------------------------------------- | ----- | ----- | ---- | ---- | --- | ---- | ---- | ---- | ---- | ---- | ----- | ----- | --- |
| Средняя температура, °C               | −13,2 | −12,3 | −6,6 | 0,0  | 7,2 | 13,1 | 17,2 | 13,7 | 7,9  | 1,8  | −4,9  | −10,6 | 1,5 |
| Норма осадков, мм                     | 38    | 28    | 31   | 37   | 51  | 64   | 68   | 75   | 68   | 68   | 53    | 47    | 628 |
| Источник: NASA. База данных RETScreen |       |       |      |      |     |      |      |      |      |      |       |       |     |

## Экономика

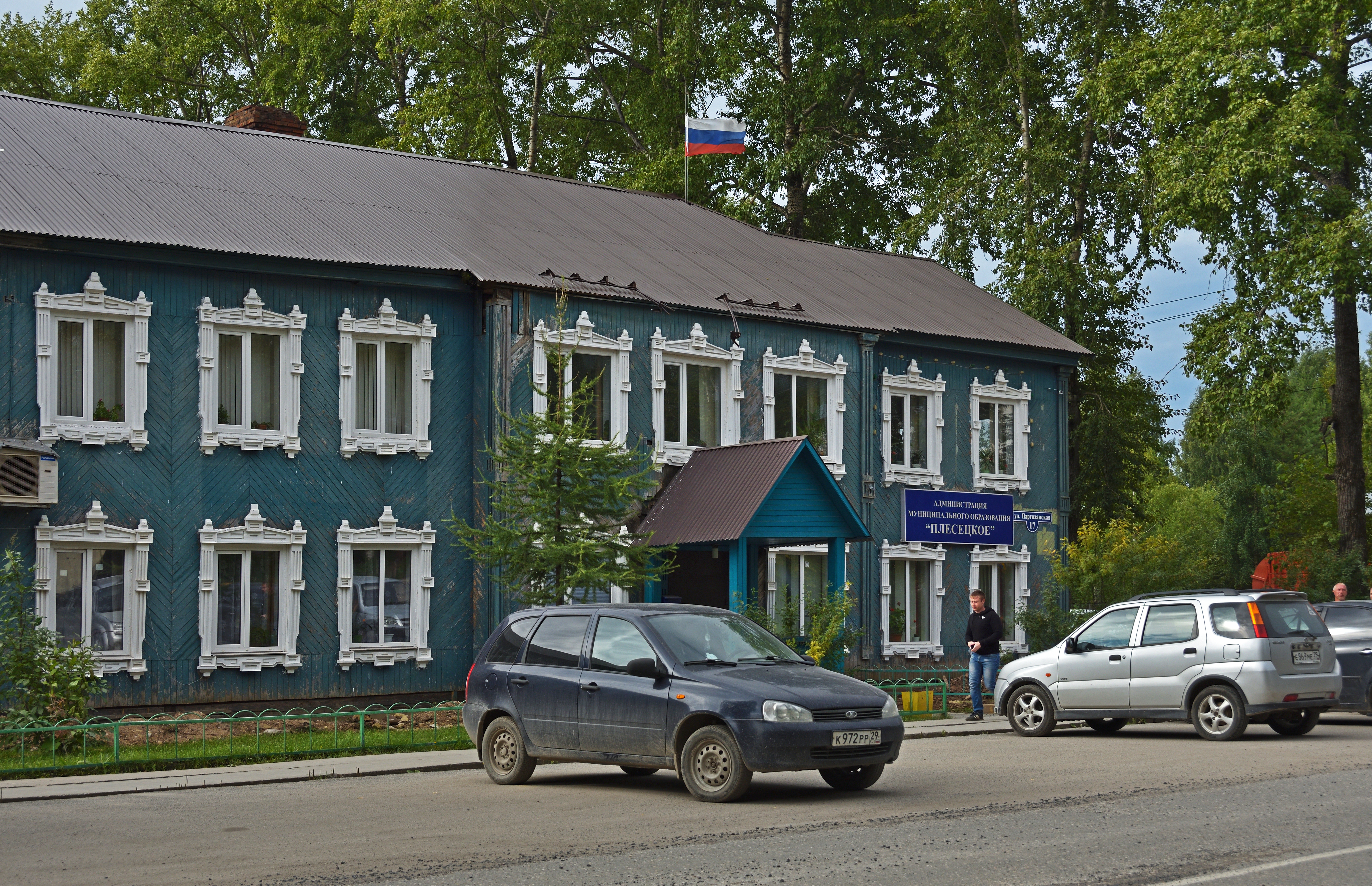
Здание администрации Плесецкого городского поселения.

- Железнодорожная станция Плесецкая[2];
- Лесозаготовка и переработка древесины
- Вблизи расположены космодром Плесецк и ЗАТО город Мирный.

На 1975 год в посёлке работали также ремонтно-технический лесопильный и маслодельные заводы и мясокомбинат.

## Культура и спорт
- Народный хор
- Досуговый центр «Зенит» (ул. Партизанская, 6)
- Центр детского творчества (ул. Ленина, 85)
- Музыкальная школа (ул. Садовая, 18).
- Хоккейная команда

## Радио
| - 69,32 (Молчит) Радио России / Радио Поморье - 100,4 Радио России / Радио Поморье - 103,2 Радио Звезда - 106,3 Радио Рекорд - 107,7 Авторадио |

## Этимология
Своё название станция, а затем волость и посёлок получили от расположенных рядом озера Плесцы и бывшей деревни Плесецкой.
Микрорайоны Плесецка имеют свои народные названия: центр, Птичник (микрорайон бывшей птицефабрики), СХТ (сельхозтехника), РМЗ (ремонтно-механический завод), электросети, центр, лесозавод.

## Топографические карты
- Лист карты P-37-XI,XII Плесецк. Масштаб: 1 : 200 000. Указать дату выпуска/состояния местности.